# Szczelina za Siedmiu Progami
Szczelina za Siedmiu Progami – jaskinia, a właściwie schronisko, w Dolinie Kościeliskiej w Tatrach Zachodnich. Wejście do niej znajduje się w górnej części Wąwozu Kraków u podnóża południowo-zachodniej ściany Wysokiego Grzbietu w Żlebie Trzynastu Progów, poniżej Jaskini za Siedmiu Progami, w pobliżu Groty nad Korytem, na wysokości 1440 metrów n.p.m. Jaskinia jest pozioma, a jej długość wynosi 6 metrów.

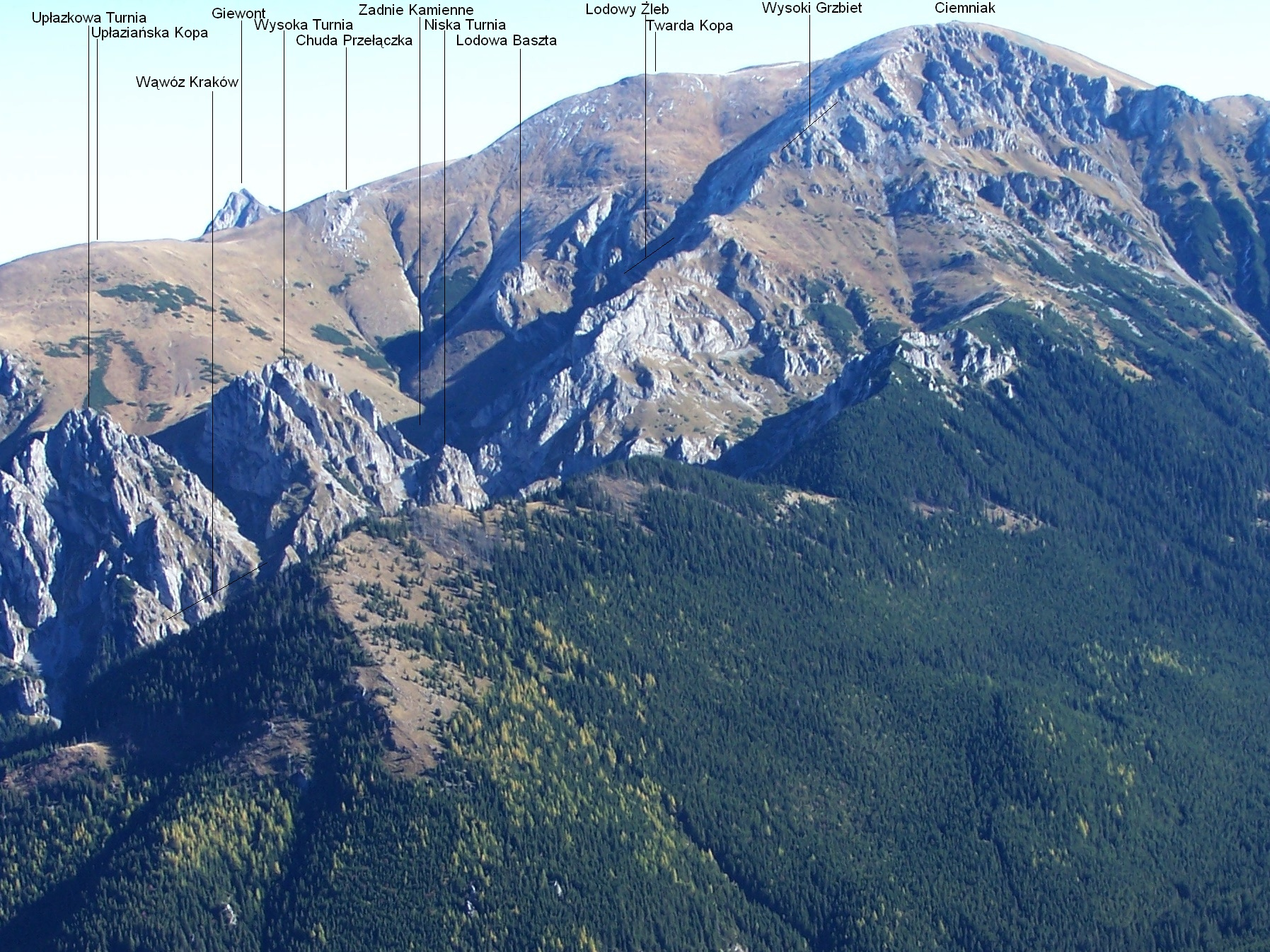
Widok z Ornaku na otoczenie Wąwozu Kraków

## Opis jaskini
Jaskinię stanowi poziomy, szczelinowy korytarz zaczynający się w niewielkim, prostokątnym otworze wejściowym, a kończący ślepo po 6 metrach.

## Przyroda
W jaskini nie ma nacieków ani roślinności.

## Historia odkryć
Jaskinia była prawdopodobnie znana od dawna. Jej pierwszy plan i opis sporządzili J. Nowak i J. Ślusarczyk w 2005 roku.